# Diego Di Leo
Diego Di Leo (Zenson di Piave, Italia; 5 de diciembre de 1920-Marostica, Italia; 31 de enero de 2015) fue un árbitro de fútbol italiano nacionalizado mexicano.
Pasó los últimos años de su vida en el noreste de Vicenza en Rosà y murió en Marostica el 31 de enero de 2015.

## Trayectoria
Por motivos laborales, su padre se trasladó pronto con su familia, instalándose primero en Jesolo y luego en Mestre donde Diego se matriculó en 1945, después de la Segunda Guerra Mundial.
Drigió el campeonato de la Primera División Italiana. Luego, en 1948, tuvo la decisión de ir a Argentina en busca de nuevas oportunidades laborales y así pudo debutar en la Primera División Argentina.
Luego de dos años es llamado por emisarios de la Federación Colombiana, en proceso de fundar una liga profesional en ese país e interesados por él como árbitro para su primer campeonato. Acepta la propuesta y se va a Colombia.
En 1951 decide regresar a Italia y la FIGC reconoce sus méritos adquiridos en el exterior. Desde la temporada 1951-1952 hasta la 1953-54 disputó un total de 36 apariciones, donde empezó el 4 de noviembre en el Bolonia-Pro Patria (1-1) y su última actuación fue el 23 de mayo de 1954 en el Inter-Torino (2-0).
Luego es contactado por el futuro presidente de la FIFA, João Havelange, quien lo pone bajo contrato para arbitrar en el campeonato brasileño, hasta 1959. En ese período también gana el gafete internacional y participa en el Campeonato Sudamericano 1957.
Entre 1959 y 1963 arbitró en los campeonatos chilenos (donde la Federación le encomendó la tarea de reestructurar el sector arbitral con vistas al Mundial de 1962 que se disputaría allí) y establece verdaderas escuelas para árbitros.
Al término de esta experiencia es contratado por la Federación Mexicana. Representando a México, dirige la final de los Juegos Olímpicos de 1968 en la Ciudad de México entre Hungría y Bulgaria (donde hace un total de cuatro expulsiones) y también fue protagonista del Mundial de México 1970, donde estuvo en el partido Rumania-Checoslovaquia.
Puso el fin a su carrera en 1971 por haber alcanzado el límite de edad. Fue nombrado instructor en el sector arbitral de la FIFA, que también le otorgó el prestigioso "FIFA Special Award".

## Temporadas
| Categoría             | País      | Año       |
| --------------------- | --------- | --------- |
| Serie A               | Italia    | 1945-1948 |
| Primera División      | Argentina | 1948-1950 |
| Serie A               | Italia    | 1950-1951 |
| Campeonato Colombiano | Colombia  | 1951-1954 |
| Campeonato Brasileño  | Brasil    | 1954-1959 |
| Campeonato Chileno    | Chile     | 1959-1963 |
| Campeonato Peruano    | Perú      | 1963-1964 |
| Primera División      | México    | 1964-1971 |